# 洞口水库 (泰和)
洞口水库是中国江西省吉安市泰和县苑前镇境内的一座水库，位于仁善河上，建于1972年。水库正常库容为630万立方米，平均水深为16.00米，集雨面积为55平方千米，海拔为163.5米。